# Sedmídolí
Sedmidoli (czes. Sedmídolí) – dolina górska w Sudetach Zachodnich, w czeskiej części pasma Karkonoszy.
Nazwa doliny Sedmídolí pochodzi najprawdopodobniej od siedmiu wyróżniających się dolin (sedmi doli) i została nadana przez pasterzy w okresie zakładania gospodarstw pasterskich. W Sedmídolí 16 września 1726 roku zabito ostatniego niedźwiedzia po czeskiej stronie Karkonoszy (zdarzenie to przedstawione jest na jednym z malowideł wiszących na ścianie w wielkiej sieni w pałacu w Vrchlabí). O rejon Sedmídolí przez 180 lat trwał największy spór w Karkonoszach, dotyczący przebiegu granicy między Śląskiem a Czechami. Przyczyną sporu było odkrycie rud żelaza i miedzi w rejonie doliny.

## Położenie
Dolina położona jest po czeskiej stronie Karkonoszy, na północ od miejscowości Szpindlerowy Młyn w obszarze czeskiego Karkonoskiego Parku Narodowego, między Śląskim Grzbietem od północy a niewielkimi grzbietami Karkonosz (Krkonoš) i Kozí hřbety, stanowiącymi część Czeskiego Grzbietu (Český hřbet),  od południowego zachodu. Od zachodu dolina ograniczona jest stromym urwiskiem skalnym Doliny Łaby (Labský důl), a od wschodu masywem Studziennej Góry (Studniční hora).

## Charakterystyka
Jest to wysokogórska, rozległa, nieckowata dolina pochodzenia lodowcowego, wcinająca się równoleżnikowo między główne grzbiety karkonoskie: Śląski i Czeski. Dolina Sedmídolí ze wszystkich stron otoczona jest wysokimi górami, jedynie w okolicy Szpindlerowego Młyna wąskim przesmykiem Łaby przebija się na południe. Zachodnią częścią doliny w kierunku południowo-wschodnim od źródeł na Łabskiej Łące płynie Łaba. Wschodnią stroną doliny w kierunku północno-zachodnim od źródeł na Białej Łące płynie Biała Łaba, uchodząca do Łaby. Dolina składa się z kilku odgałęzień utworzonych przez Łabę i jej dopływy, całość tworzy obszar źródliskowy Łaby.

## Turystyka
Przez dolinę prowadzą szlaki turystyczne. W jej obrębie położonych jest kilka schronisk turystycznych.
  – niebieski, prowadzący dnem doliny z Przełęczy pod Śnieżką do schroniska Labská bouda.
  – zielony, prowadzący z Przełęczy Karkonoskiej do schroniska Labská bouda.
  – żółty, prowadzący z Przełęczy Karkonoskiej przez Szpindlerowy Młyn do schroniska Petrova bouda